# Wzgórze Wandy
Wzgórze Wandy, dříve také Białobrzeska Góra, Wzgórze Erdmana, německy a česky lze přeložit jako Kopec/Hora Wandy, je částečně zalesněný kopec s nadmořskou výškou 352,4 m. Je to nejvyšší bod města Katowice ve Slezském vojvodství v jižním Polsku a Horním Slezsku. Nachází se v městské čtvrti Murcki w Lesie Murckowskim (Murckovský les) v pohoří Wyżyna Katowicka (polské geografické značení 341.13), které je součástí geografického makroregionu Wyżyna Śląska (Slezská vysočina).

## Další informace
Vrchol kopce je odlesněn a není přístupný, protože je tam vodojem. Kopec je porostlý převážně bukovými lesy se starými stromy. Část kopce tvoří přírodní rezervaci Rezerwat Las Murckowski. U kopce se nachází požární pozorovatelna a památník Kamień Pamiątkowy Wzgórze Wandy. Přes kopec vede cyklotrasa a místní turistická trasa Szlak spacerowy Kolonia Górnicza Murcki. Severozápadně od vrcholu je silnice 86 a Park Murckowski.

## Galerie

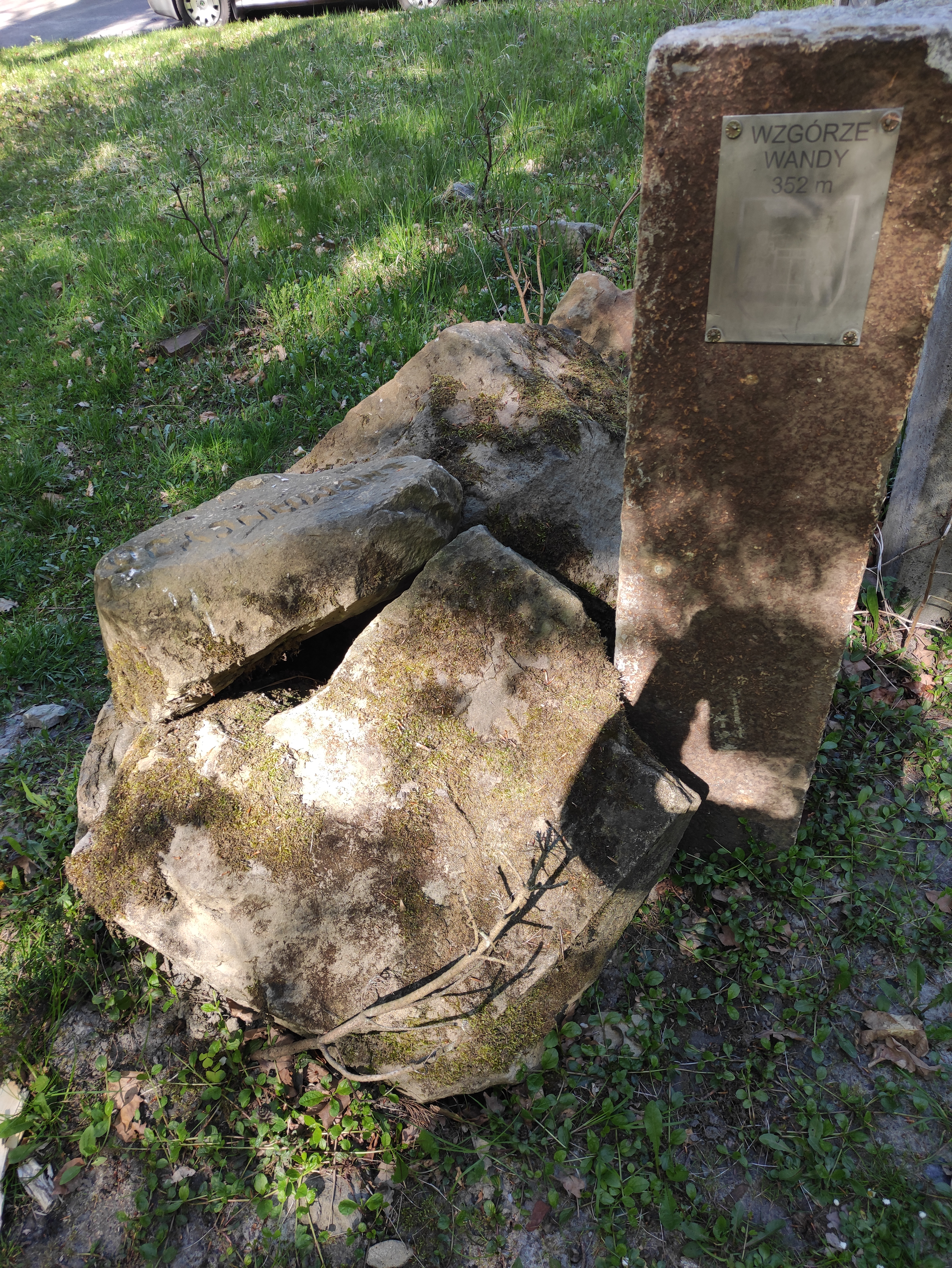
Kamień Pamiątkowy Wzgórze Wandy
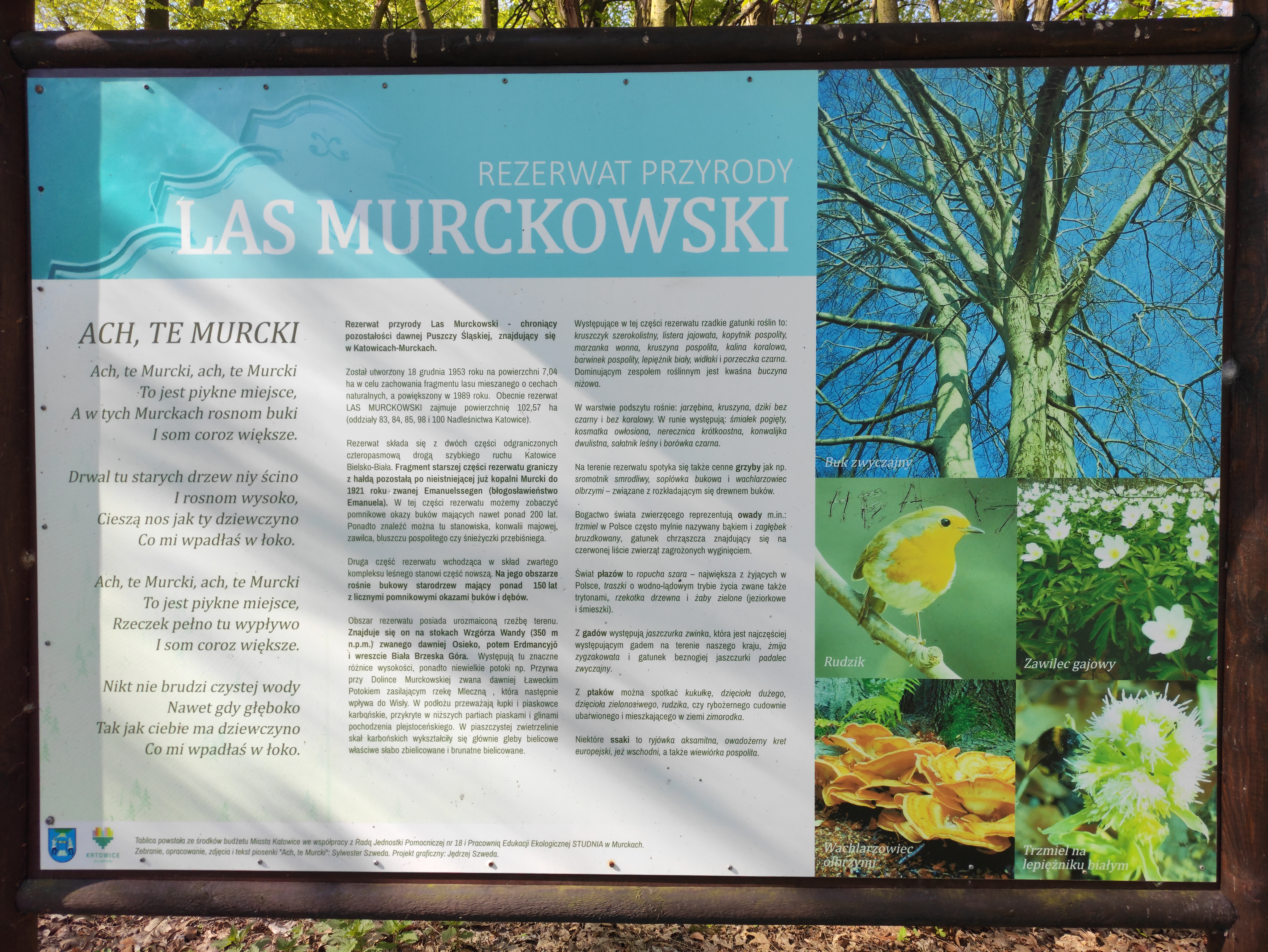
Rezerwat Las Murckowski
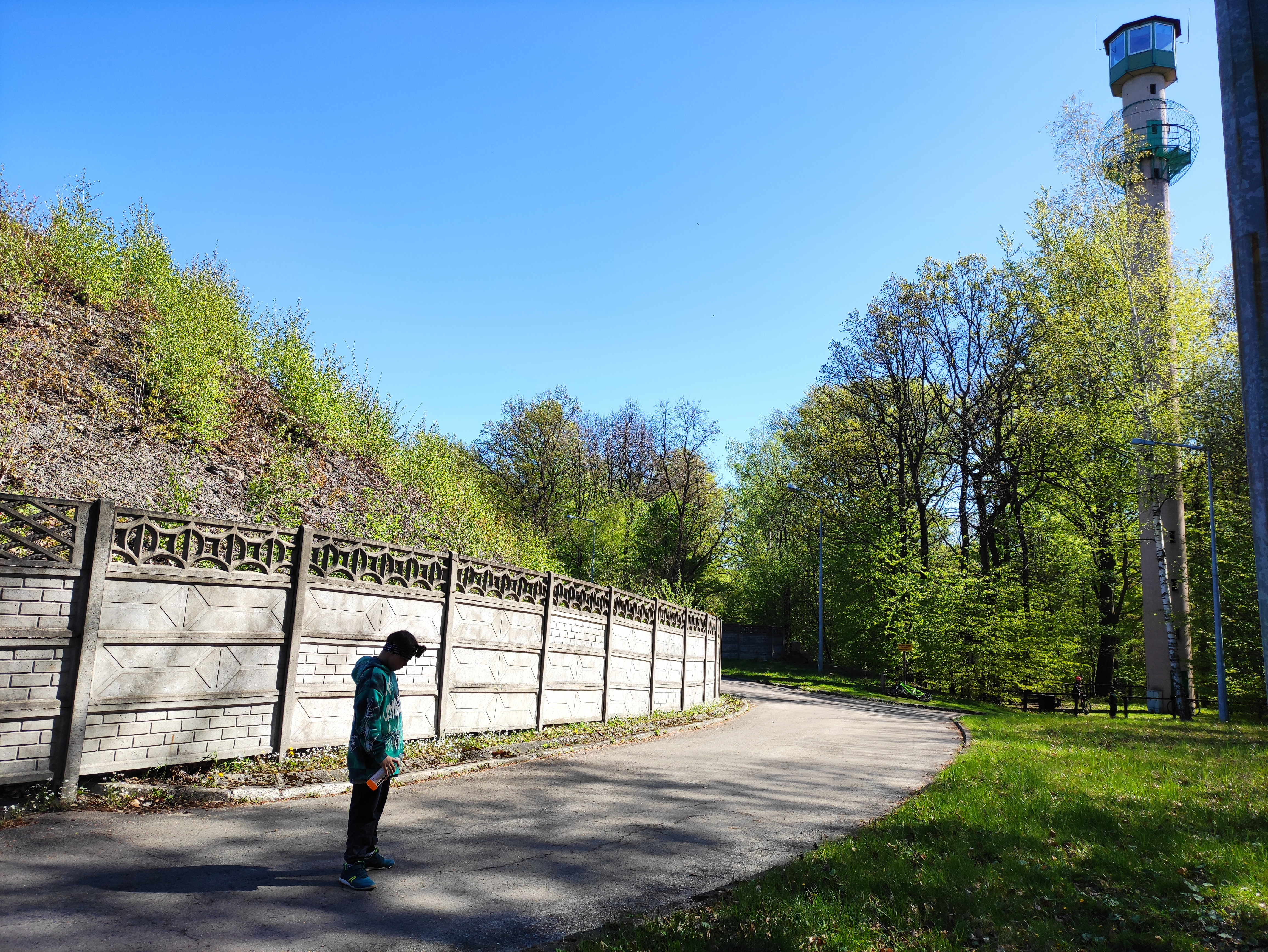
Plot vodojemu
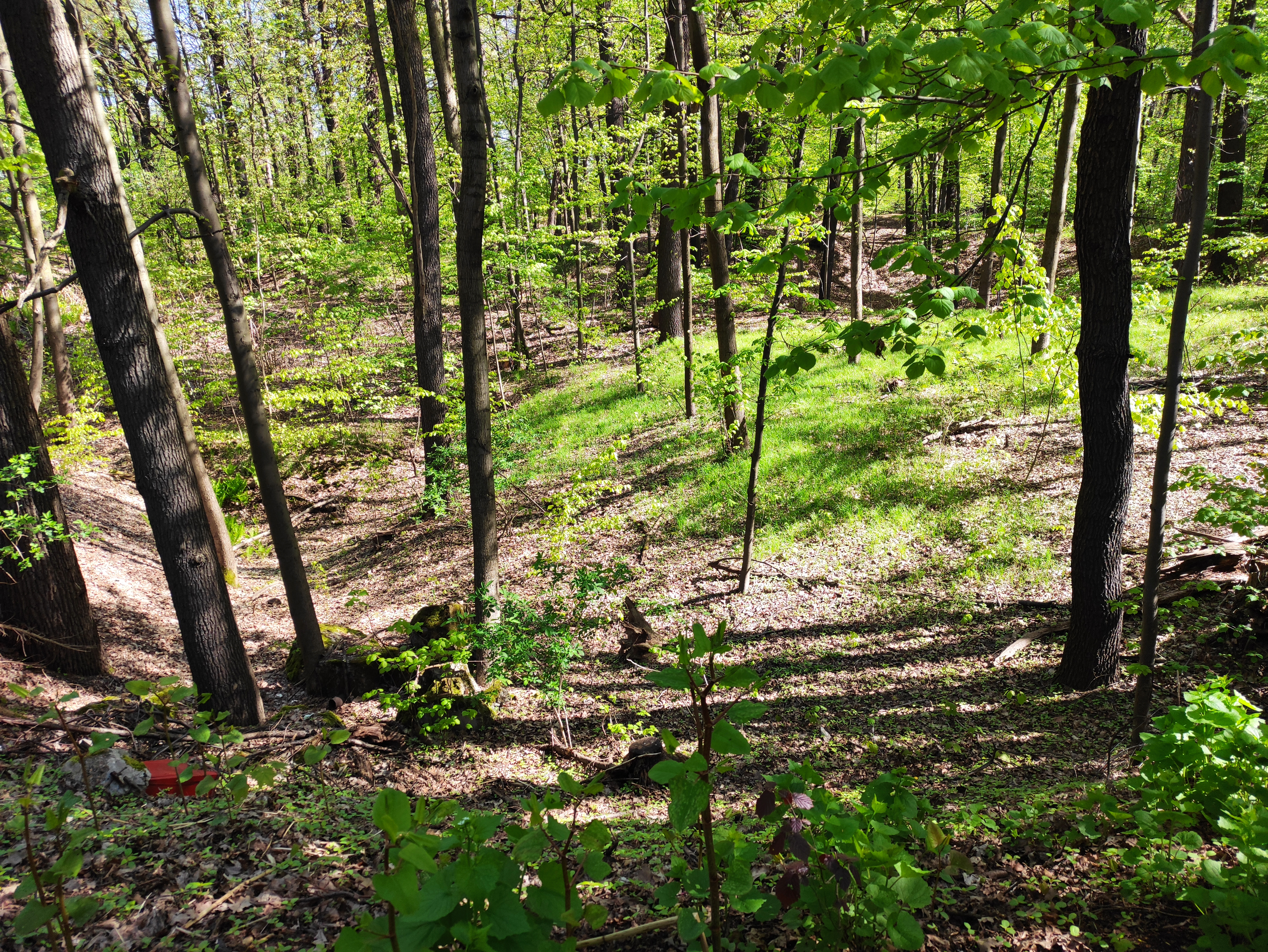
Rezerwat Las Murckowski
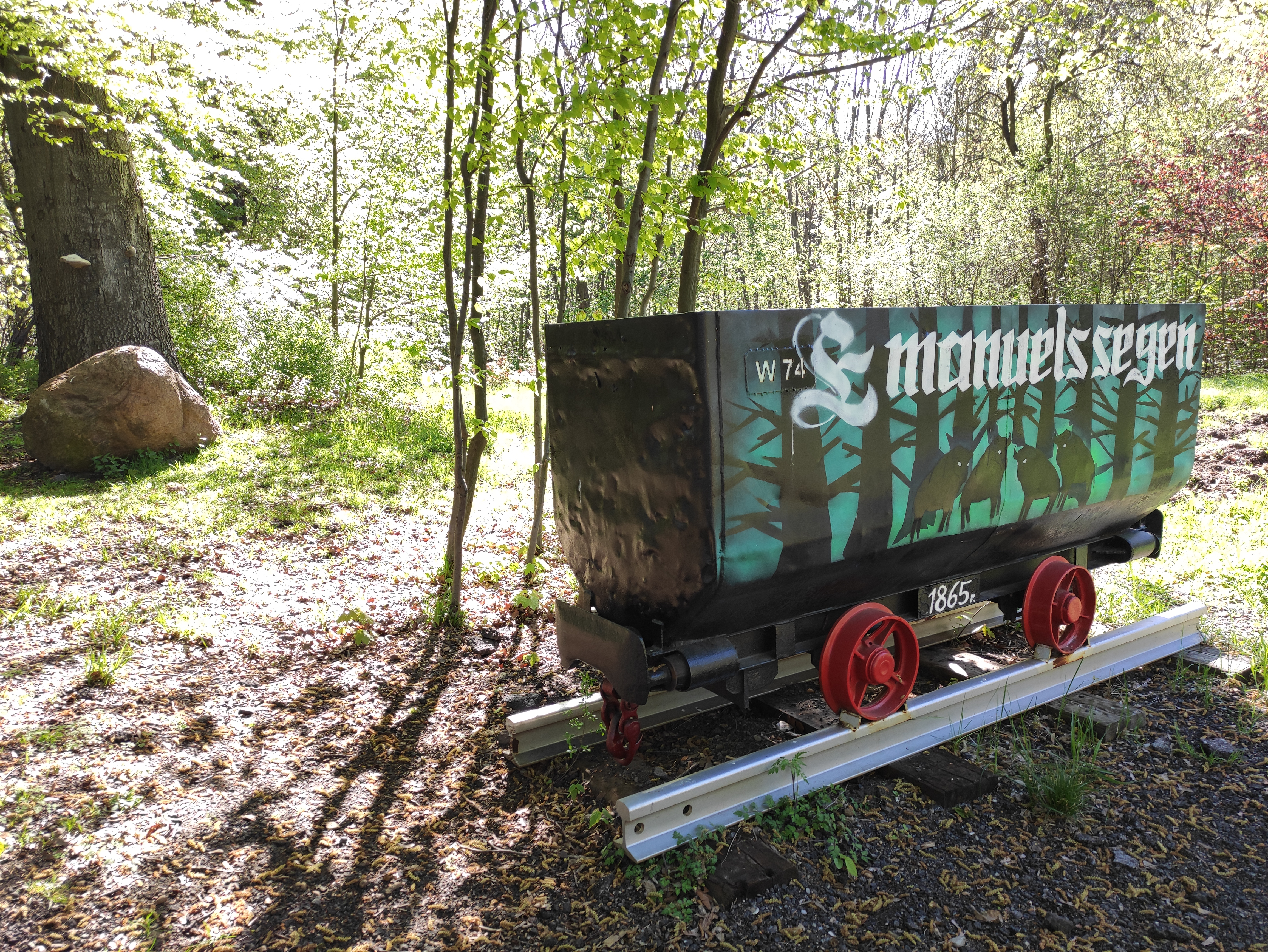
Park Murckowski